# Alexandria Loutitt
Alexandria Loutitt (7 gennaio 2004) è una saltatrice con gli sci canadese, campionessa mondiale nel trampolino lungo a Planica 2023.

## Biografia
Originaria di Calgary e attiva in gare FIS dall'ottobre del 2019, la Loutitt ha esordito ai Campionati mondiali a Oberstdorf 2021, dove si è classificata 38ª nel trampolino lungo, 11ª nella gara a squadre e 10ª nella gara a squadre mista, in Coppa del Mondo il 27 novembre 2021 a Nižnij Tagil (34ª) e ai Giochi olimpici invernali a Pechino 2022, dove ha vinto la medaglia di bronzo nella gara a squadre mista e non ha completato la prova nel trampolino normale. Il 13 gennaio 2023 ha conquistato a Zaō la prima vittoria, nonché primo podio, in Coppa del Mondo; ai successivi Mondiali di Planica 2023 ha vinto la medaglia d'oro nel trampolino lungo e si è piazzata 26ª nel trampolino normale e 6ª nella gara a squadre e a quelli di Trondheim 2025 è stata 5ª nel trampolino normale e 10ª nel trampolino lungo.

## Palmarès

### Olimpiadi
- 1 medaglia:
  - 1 bronzo (gara a squadre mista a Pechino 2022)

### Mondiali
- 1 medaglia:
  - 1 oro (trampolino lungo a Planica 2023)

### Mondiali juniores
- 2 medaglie:
  - 1 oro (trampolino normale a Whistler 2023)
  - 1 bronzo (trampolino normale a Zakopane/Lygnasæter 2022)

### Coppa del Mondo
- Miglior piazzamento in classifica generale: 3ª nel 2024
- 12 podi (11 individuali, 1 a squadre):
  - 2 vittorie (individuali)
  - 5 secondi posti (4 individuali, 1 a squadre)
  - 5 terzi posti (individuali)

#### Coppa del Mondo - vittorie
| Data            | Località | Nazione  | Trampolino      |
| --------------- | -------- | -------- | --------------- |
| 13 gennaio 2023 | Zaō      | Giappone | Yamagata HS102  |
| 18 gennaio 2025 | Sapporo  | Giappone | Ōkurayama HS134 |